# جوزيف فريزر وول
جوزيف فريزر وول (بالإنجليزية: Joseph Frazier Wall)‏ هو مؤرخ أمريكي، ولد في 10 يوليو 1920 في دي موين في الولايات المتحدة، وتوفي في 9 أكتوبر 1995.